# 芳川友幸
芳川 友幸（よしかわ ともゆき、生没年不詳）とは、江戸時代の浮世絵師。

## 来歴
師系不詳。天明2年（1782年）に黄表紙『其数々酒湊』（そのかずかずさけのみなと）三巻を自画作で刊行しており、また明和2年（1765年）の絵暦「見立琴高仙人」と翌明和3年の絵暦「見立卒都婆小町」には「友幸工」という落款があり、これも同一人とされる。『浮世絵師伝』は姓を「菱川氏」とし、『原色浮世絵大百科事典』にも「菱川氏、あるいは芳川氏か」とあるが、その他の文献には「芳川」とある。「友幸」の読み方についても『浮世絵師便覧』と『浮世絵師伝』では「ト」の項に入れており「ともゆき」とするが、『原色浮世絵大百科事典』では「ゆうこう」としている。